# Бурецу
Бурецу (јап. 武烈天皇, умро 507. године), по јапанској традицији, 25. јапански цар. У стварности, био је владар краљевине Јамато крајем 5. и почетком 6. века.

## Сачувани подаци
О краљу Бурецу-у има мало сачуваних података у историјским изворима. Јапанске хронике са почетка 8. века називају га неупоредиво лошим владаром. После низа успешних ратничких владара краљевине Јамато у 5. веку, Нихон шоки наводи да је крајем 5. века владао краљ Бурецу не постигавши ништа и не пропуштајући прилику да лично присуствује окрутним казнама сваке врсте. Пошто је умро не оставивши наследника, наследио га је рођак у петом колену, Кеитаи.